# Patrick Cowley
Patrick Cowley, rodným jménem Patrick Joseph Cowley (19. října 1950 Buffalo, New York, USA – 12. listopadu 1982 San Francisco), byl americký hudební skladatel a instrumentalista. Svou kariéru zahájil jako bubeník v různých lokálních skupinách a následně studoval angličtinu na Niagara University a University at Buffalo. Na počátku sedmdesátých let studoval hudbu na City College of San Francisco. Koncem sedmdesátých let začal spolupracovat se zpěvákem Sylvesterem, pro kterého napsal řadu hitů, jako například „Menergy“, „Megatron Man“ a „Do Ya Wanna Funk“. Zemřel v roce 1982 ve svých dvaatřiceti letech.

## Diskografie
sólová alba
- 1979: Catholic (vydáno 2009)
- 1981: Menergy
- 1982: Megatron Man
- 1982: Mind Warp

singly (výběr)
- Right On Target
- Die Hard Lover
- Do Ya Wanna Funk
- Tech-no-logical world